# Elezioni parlamentari in Giappone del 1976
Le elezioni parlamentari in Giappone del 1976 si tennero il 5 dicembre per il rinnovo della Camera dei rappresentanti. In seguito all'esito elettorale, Takeo Fukuda, esponente del Partito Liberal Democratico, divenne Primo ministro; l'uscente Takeo Fukuda, coinvolto dallo scandalo Lockheed, dovette rinunciare all'incarico e fu costretto a lasciare la guida del Partito Liberal Democratico.
Nel 1979 la guida del governo passò a Masayoshi Ōhira, anch'egli di estrazione liberal-democratica.

## Risultati
| Liste                          | Voti       | %     | Seggi |
| ------------------------------ | ---------- | ----- | ----- |
| Partito Liberal Democratico    | 23 653 626 | 41,78 | 249   |
| Partito Socialista Giapponese  | 11 713 009 | 20,69 | 123   |
| Kōmeitō                        | 6 177 300  | 10,91 | 55    |
| Partito Comunista Giapponese   | 5 878 192  | 10,38 | 17    |
| Partito Democratico Socialista | 3 554 076  | 6,28  | 29    |
| Nuovo Club Liberale            | 2 363 985  | 4,18  | 17    |
| Altri                          | 45 114     | 0,08  | –     |
| Indipendenti                   | 3 227 463  | 5,70  | 21    |
| Totale                         | 56 612 765 | 100   | 511   |